# Манець Іван Григорович
Манець Іван Григорович (нар. 25 грудня 1940 р. в смт Сахновщина Харківської обл.) — український вчений у галузі гірничої електромеханіки, енциклопедист. Кандидат технічних наук (1988), доктор філософії, старший науковий співробітник, дійсний член Міжнародної академії наук екології та безпеки життєдіяльності.

## Біографія
Закінчив із відзнакою Харківський інститут гірничого машинобудування, автоматики та обчислювальної техніки (1964). У 1965—1974 рр. працював у тресті «Донецьквуглеавтоматика» на інженерних посадах. З 1974 року працював у НДІ гірничої механіки імені М. М. Федорова.
Фахівець з технічного обслуговування та ремонту шахтних підіймальних комплексів. Засновник наукового напрямку використання полімерних матеріалів у гірничій техніці.
Член Донецького відділення НТШ. Учасник проекту «Гірнича енциклопедія».
Ініціатор, співавтор і член редакційної колегії Енциклопедії гірничої механіки. Є одним з ініціаторів розвитку сучасної української термінології в гірництві.
Член редколегії фахового (за списками ВАК України) видання «Проблеми експлуатації обладнання шахтних стаціонарних установок».

## Науковий доробок
Має 170 наукових праць, 65 винаходів (патентів і авторських свідоцтв). 16 книг із гірництва, гірничої електромеханіки, зокрема 8 монографій, посібників та довідників. Низка публікацій автора перевидавалась та знаходиться у бібліотеках України, Росії, Білорусі, Казахстану, США, Китаю та Ірану.
- ТЕХНИЧЕСКОЕ ОБСЛУЖИВАНИЕ И РЕМОНТ ШАХТНЫХ СТВОЛОВ: в 2-х томах. И. Г. Манец, Б. А. Грядущий, В. В. Левит; под общ. ред. С. А. Сторчака. — Изд., перераб. и доп. — Донецк: «Свит книги», 2012. — Том 1 — 419 с., 245 илл.; том 2 — 418 с., 261 илл. Формат А4. 790 библ. За участі фахівців академічних та галузевих інститутів України, гірничотехнічних компаній «Sight Power» (Південно-Африканська Республіка, Канада, Україна), «Siemag-Tecberg GmbH» (Німеччина), «Temix» (Польща) та ін.
- Энциклопедия горной механики. т. 1. А-Л. Донецк: Юго-Восток, 2008. 334 с.
- Энциклопедия горной механики. т. 2. К-Я. Донецк: Юго-Восток, 2008. 332 с.
- Горный инженер А. С. Чумак / Под ред. д-ра техн. наук, профессора Б. А. Грядущего.— Донецк: ООО «Юго-Восток, Лтд», 2005.— 80 с.
- Полимерные композиционные материалы в горном деле [Текст]: материалы временных коллективов / В. В. Васильев, И. Г. Манец, Р. А. Веселовский. — М. : Недра, 1988. — 235 с. : ил. — Библиогр.: с. 232—234 (45 назв.). — ISBN 5-247-00174-5 : Б. ц.
- Горный инженер-электромеханик Г. М. Нечушкин / Под ред. д-ра техн. наук, профессора Б. А. Грядущего.— Донецк: ООО «Юго-Восток, Лтд», 2005.— 110 с.
- Манець І. Г., Білецький В. С., Ященко Ю. П. Російсько-український словник із техногенної безпеки та екології/ За ред. Б. А. Грядущого. — Донецьк: Донбас, 2004. — 576 с.
- Манец И. Г., Коваль А. Н., Кирокасьян Г. И. Русско-украинский горнотехнический словарь: Изд. 2-е, пер. и доп.— Донецк: ООО «Юго-Восток, Лтд», 2005.— 482 с.
- Манец И. Г., Кравченко В. М. Русско-украинский словарь по горному делу / Под редакцией д-ра техн. наук Б. А. Грядущего.— Донецк: ООО «Юго-Восток, Лтд». Том 2: Русско-украинский словарь по горному делу.— 2006.— 472 с.
- Манец И. Г., Кравченко В. М. Русско-украинский словарь по горному делу /Под редакцией д-ра техн. наук Б. А. Грядущего.— Донецк: ООО «Юго-Восток, Лтд». Том 1: Русско-украинский словарь по горному делу.— 2006.— 420 с.
- Шахтный подъем: Научно-производственное издание / Бежок В. Р., Дворников В. И., Манец И. Г., Пристром В. А.; общ. ред. Б. А. Грядущий, В. А. Корсун.— Донецк: ООО «Юго-Восток, Лтд», 2007.— 624 с., 494 ил., 233 библиогр.
- Шахтный подъем: Научно-производственное издание / В. Р. Бежок, В. И. Дворников, И. Г. Манец, В. А. Пристром: общ. ред. Б. А. Грядущий, В. А. Корсун. 2-е изд., перераб. и доп. — Киев: Альфа Реклама, 2017. — 600 с., 251 библиогр.
- Манец И. Г. Техническое обслуживание и ремонт шахтных стволов: в 2 т. / И. Г. Манец, Б. А. Грядущий, В. В. Левит ; под общ. ред. д-ра техн. наук Сторчака С. А. — 4-е изд., перераб. и доп. — Донецк: Юго-Восток, 2010.— Т. 1. — 409 с., 216 ил., 735 библиогр.
- Манец И. Г. Техническое обслуживание и ремонт шахтных стволов: в 2 т. / И. Г. Манец, Б. А. Грядущий, В. В. Левит ; под общ. ред. д-ра техн. наук Сторчака С. А. — 4-е изд., перераб. и доп. — Донецк: Юго-Восток, 2010.— Т. 2. — 333 с., 186 ил., 735 библиогр.

## Нагороди
- Знак «Шахтарська Слава» I, II і III ступенів.
- Знак «Шахтарська доблесть» І, ІІ і ІІІ ступенів.
- Золотий знак «За вірність гірничій механіці»
- *Пам'ятна медаль «Євграф Ковалевський» Донецького відділення НТШ, посвідчення № 008 від 23 грудня 2023 р. з нагоди 150-річчя НТШ.